# 三星ATIV S
三星ATIV S是三星一部采用Windows Phone 8移动操作系统的移动电话，于2012年8月29日发布，并于2012年底在全球市场推出，首发价格为549欧元。其主要竞争机型为諾基亞 Lumia系列以及HTC 8X等手机。该机搭载了1.5GHZ的双核高通MSM8960处理器，4.8英寸的Super AMOLED屏幕以及康宁第二代防刮屏技术。其同时也标榜拥有同系统手机中最大的电池容量，使用了可更换电池。该机是Samsung在2012年度的首发Windows Phone 8旗舰手机。

## 主要特色

### 屏幕
该机配备了4.8英寸HD分辨率(1280X720)的Super AMOLED材质屏幕，306 PPI，并且使用了康宁第二代强化玻璃。

### 存储
该机除了具有16GB的内置存储外，还可支持最高64GB的SDXC规格扩展，可供用户选择存储更多的多媒体资料。

### 电池
该机配备了2300mAh的可更换电池，也是目前已知的电池容量最大的Windows Phone 8手机。